# Leis antimiscigenação
Leis anti-miscigenação, também conhecidas como leis de miscigenação, estiveram vigentes em vários países, até o final do século XX. Essas leis proibiam os casamentos inter-raciais e, por vezes, o sexo inter-racial entre brancos e membros de outras raças. 
Nos Estados Unidos, o casamento, a coabitação e o sexo inter-raciais foram considerados como miscigenação a partir de 1863. Leis contra casamento e sexo inter-raciais existiram e foram praticadas nas Treze Colónias desde o século XVII e, subsequentemente, em vários estados e territórios dos Estados Unidos, até 1967. Leis semelhantes foram também aplicadas na Alemanha Nazi, de 1935 até 1945, e na África do Sul, durante o Apartheid, de 1949 até 1985.

## Decretos das leis anti-miscigenação nas Treze Colónias e nos Estados Unidos

### Leis anti-miscigenação revogadas até 1887
| Estado        | Adopção da lei | Revogação da lei | "Raças" proibidas de casar com brancos | Nota |
| ------------- | -------------- | ---------------- | -------------------------------------- | --- |
| Illinois      | 1829           | 1874             | Negros                                 | |
| Iowa          | 1839           | 1851             | Negros                                 | |
| Kansas        | 1855           | 1859             | Negros                                 | Lei revogada antes de chegar à constituição estadual                                                        |
| Novo México   | 1857           | 1866             | Negros                                 | Lei revogada antes de chegar à constituição estadual                                                        |
| Maine         | 1821           | 1883             | Negros, Nativos Americanos             | |
| Massachusetts | 1705           | 1843             | Negros, Nativos Americanos             | Aprovou a lei de 1913 que impedia casais de fora do estado de contornar as leis anti-miscigenação do estado |
| Michigan      | 1838           | 1883             | Negros                                 | |
| Ohio          | 1861           | 1887             | Negros                                 | Último estado a revogar a lei anti-miscigenação antes da Califórnia o ter feito em 1948                     |
| Pensilvânia   | 1725           | 1780             | Negros                                 | |
| Washington    | 1855           | 1868             | Negros, Nativos Americanos             | Lei revogada antes de chegar à constituição estadual                                                        |

### Leis anti-miscigenação revogadas de 1948 a 1967
| Estado          | Data de adopção | Data de revogação | "Raças" proibidas de casar com brancos                   | Nota                                                                                        |
| --------------- | --------------- | ----------------- | -------------------------------------------------------- | ------------------------------------------------------------------------------------------- |
| Arizona         | 1865            | 1962              | Negros, Asiáticos, Filipinos, Índios                     | Filipinos ("Malaios") e Hindus adicionados à lista de "raças" em 1931                       |
| Califórnia      | 1850            | 1948              | Negros, Asiáticos, Filipinos                             | Lei anti-miscigenação revogada no caso Perez contra Sharp no Supremo Tribunal da Califórnia |
| Colorado        | 1864            | 1957              | Negros                                                   |                                                                                             |
| Idaho           | 1864            | 1959              | Negros, Nativos Americanos, Asiáticos                    |                                                                                             |
| Indiana         | 1818            | 1965              | Negros                                                   |                                                                                             |
| Maryland        | 1692            | 1967              | Negros, Filipinos                                        | Revogou a lei devido ao início do caso Loving contra Virgínia                               |
| Montana         | 1909            | 1953              | Negros, Asiáticos                                        |                                                                                             |
| Nebraska        | 1855            | 1963              | Negros, Asiáticos                                        |                                                                                             |
| Nevada          | 1861            | 1959              | Negros, Nativos Americanos, Asiáticos, Filipinos         |                                                                                             |
| Dakota do Norte | 1909            | 1955              | Negros                                                   |                                                                                             |
| Oregon          | 1862            | 1951              | Negros, Nativos Americanos, Asiáticos, Nativos Havaianos |                                                                                             |
| Dakota do Sul   | 1909            | 1957              | Negros, Asiáticos, Filipinos                             |                                                                                             |
| Utah            | 1852            | 1963              | Negros, Asiáticos, Filipinos                             |                                                                                             |
| Wyoming         | 1913            | 1965              | Negros, Asiáticos, Filipinos                             |                                                                                             |

### Leis anti-miscigenação revogadas a 12 de Junho de 1967
| Estado             | Data de adopção | "Raças" proibidas de casar com brancos | Notas                                                       |
| ------------------ | --------------- | -------------------------------------- | ----------------------------------------------------------- |
| Alabama            | 1822            | Negros                                 | Revogada durante a Reconstrução e posteriormente readoptada |
| Arkansas           | 1838            | Negros                                 | Revogada durante a Reconstrução e posteriormente readoptada |
| Delaware           | 1721            | Negros                                 |                                                             |
| Flórida            | 1832            | Negros                                 | Revogada durante a Reconstrução e posteriormente readoptada |
| Geórgia            | 1750            | Todas as não-brancas                   |                                                             |
| Kentucky           | 1792            | Negros                                 |                                                             |
| Louisiana          | 1724            | Negros                                 | Revogada durante a Reconstrução e posteriormente readoptada |
| Mississippi        | 1822            | Negros, Asiáticos                      | Revogada durante a Reconstrução e posteriormente readoptada |
| Missouri           | 1835            | Negros, Asiáticos                      |                                                             |
| Carolina do Norte  | 1715            | Negros, Nativos Americanos             |                                                             |
| Oklahoma           | 1897            | Negros                                 |                                                             |
| Carolina do Sul    | 1717            | Todas as não-brancas                   | Revogada durante a Reconstrução e posteriormente readoptada |
| Tennessee          | 1741            | Negros, Nativos Americanos             |                                                             |
| Texas              | 1837            | Negros                                 |                                                             |
| Virgínia           | 1691            | Todas as não-brancas                   | Lei anti-miscigenação anterior tornada mais restrita        |
| Virgínia Ocidental | 1863            | Negros                                 |                                                             |

## África do Sul sob o Apartheid
O Acto de Proibição de Casamentos Mistos da África do Sul que foi aprovada em 1949 sob o Apartheid, proibia casamentos entre brancos e não-brancos. O Acto do Registo da População (Nº 30) de 1950 forneceu as bases para a separação da população da África do Sul em diferentes raças. Sob os termos deste acto, todos os residentes da África do Sul deveriam ser classificados como brancos, de cor, ou nativos (posteriormente chamados Bantu). Hindus eram incluídos na categoria "Asiáticos"  em 1959. Também em 1950, foi aprovada o Acto de Imoralidade, que criminalizava todas as relações sexuais entre brancos e não-brancos. O Acto de Imoralidade de 1950 foi a extensão de uma proibição anterior a relações sexuias entre brancos e negros (o Acto de Imoralidade [Nº 5] de 1927) a uma proibição de relações sexuais entre brancos e quaisquer não-brancos.

## Alemanha Nazi
Na Alemanha, uma lei anti-miscigenação foi decretada pelo governo Nacional Socialista em Setembro de 1935 como parte das Leis de Nuremberga. A Gesetz zum Schutze des deutschen Blutes und der deutschen Ehre (Acto de Protecção do Sangue Alemão e da Honra Alemã) decretou a 15 de Setembro de 1935, a proibição dos casamentos e das relações sexuais extra-conjugais entre Judeus e pessoas de "Sangue Alemão ou relacionado". A 14 de Novembro a lei foi alargada aos Ciganos e aos Negros. Tais relações eram classificadas como Rassenschande (lit. desgraça da raça) e podia ser punível com prisão (geralmente seguida de deportação para um campo de concentração) e até com pena de morte. As Leis de Nuremberga foram descartadas após a capitulação do regime Nazi aos Aliados em Maio de 1945.